# Иван Кантарджиев
Иван Манчев Кантарджиев е български революционер, деец на Вътрешната македоно-одринска революционна организация.

## Биография
Иван Кантарджиев е роден в 1861 година в град Щип, тогава в Османската империя. По професия е оръжеен майстор. Влиза във ВМОРО в 1894 година с първите членове на революционния комитет в града, образуван от водача на Организацията Гоце Делчев, който е учител в Щип. Безвъзмездно Кантарджиев поправя и чисти в града и по щипските села всички развалени пушки и бомби на Организацията, прави тайници, организира кореспонденция. В 1897 година е арестуван и лежи в затвора. В 1903 година отново е затворен. При залавянето на писмо на ВМОРО бяга в Свободна България и е осъден задочно на 4 години затвор. В 1911 година по време на обезоръжителната акция на младотурците е отново арестуван в Кочани и откаран в Щип.
На 26 февруари 1943 година, като жител на Щип, подава молба за българска народна пенсия, която е одобрена и пенсията е отпусната от Министерския съвет на Царство България.